# Amtsgericht Ortelsburg

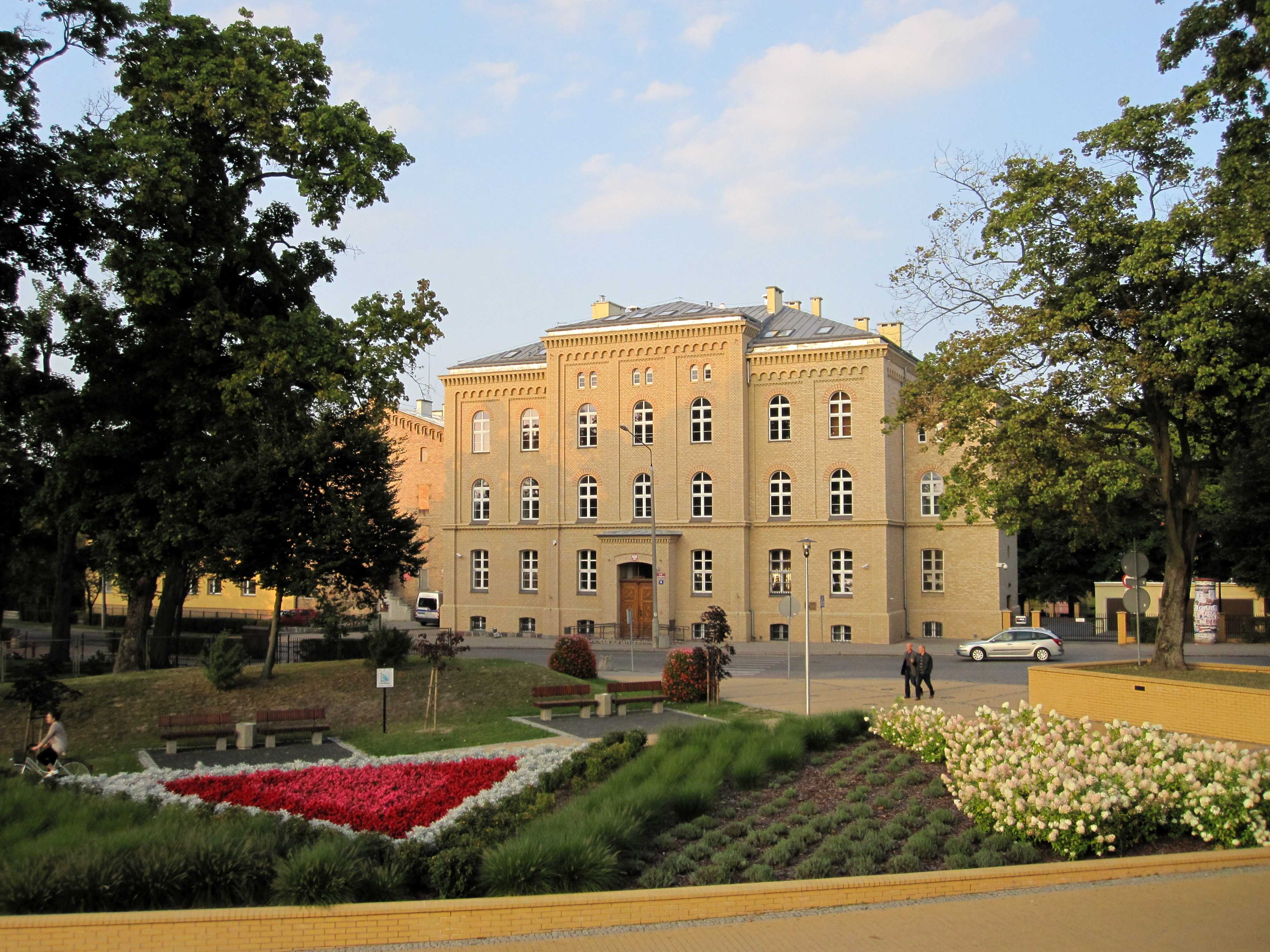
Ehem. Amtsgerichtsgebäude (2012)

Das Amtsgericht Ortelsburg war ein preußisches Amtsgericht mit Sitz in der Stadt Ortelsburg, Ostpreußen.

## Geschichte
In Ortelsburg bestand bis 1849 das Land- und Stadtgericht Ortelsburg und danach das Kreisgericht Ortelsburg. Im Rahmen der Reichsjustizgesetze wurden die bestehenden Gerichte aufgehoben und einheitlich Amtsgerichte gebildet. Das königlich preußische Amtsgericht Ortelsburg wurde mit Wirkung zum 1. Oktober 1879 als eines von zehn Amtsgerichten im Bezirk des Landgerichtes Allenstein im Bezirk des Oberlandesgerichtes Königsberg gebildet. Der Sitz des Gerichtes war Ortelsburg. Sein Gerichtsbezirk umfasste den Kreis Ortelsburg außer den Teilen, die den Amtsgerichten Passenheim und Willenberg zugeordnet waren. Am Gericht bestanden 1880 sieben Richterstellen. Das Amtsgericht war damit das größte Amtsgericht im Landgerichtsbezirk. Am Amtsgericht war eine Strafkammer eingerichtet. Gerichtstage wurden in Friedrichshoff gehalten.
Im Jahre 1945 wurde der Amtsgerichtsbezirk unter polnische Verwaltung gestellt, und die deutschen Einwohner wurden vertrieben. Damit endete auch die Geschichte des Amtsgerichtes Ortelsburg. Unter polnischer Verwaltung entstand das Sąd Rejonowy w Szczytnie (1950–1975: Sąd Powiatowy w Szczytnie).

## Gerichtsgebäude
Das Amtsgerichtsgebäude wurde von 1867 bis 1869 erbaut. Es ist heute Sitz des Kreisgerichts (Sąd Rejonowy w Szczytnie).